# Łubiec (Góry Bystrzyckie)
Łubiec (niem. Kliegel Koppe) – góra w Sudetach Środkowych, w Górach Bystrzyckich. 

## Położenie i opis
Góra położona jest w środkowo-wschodniej części Gór Bystrzyckich, około 2 km na południowy zachód od Bystrzycy Kłodzkiej. Góra i szczyt położona w województwie dolnośląskim, w powiecie kłodzkim, w gminie Bystrzyca Kłodzka, na terenie obrębu geodezyjnego Długopole Dolne, o wysokości 567,7 m n.p.m.. 
Łubiec jest najwyższym wzniesieniem Wyszkowskiego Grzbietu, położonym w jego północnej części. Od północy i północnego zachodu opływa go potok Toczna, od wschodu stromo opada do Rowu Górnej Nysy. Zachodnie, północne i wschodnie zbocza są strome, natomiast ku południowi ciągnie się pozostała część Wyszkowskiego Grzbietu.
U zachodnich podnóży znajduje się wieś Wyszki.
Masyw zbudowany jest z odpornych na wietrzenie gnejsów należących do metamorfiku Gór Bystrzyckich i Orlickich oraz z górnokredowych piaskowców, będących odpowiednikiem osadów niecki śródsudeckiej.
Prawie w całości porośnięty dolnoreglowym lasem świerkowym z domieszką brzozy i buka.

## Turystyka
Przez szczyt nie prowadzą żadne szlaki turystyczne. Na północ od wzniesienia, doliną Tocznej biegnie  zielony szlak turystyczny, prowadzący z Bystrzycy Kłodzkiej na Przełęcz Spaloną.